# Myosotis maritima
Myosotis maritima är en strävbladig växtart som beskrevs av Ferdinand von Hochstetter och Moritz August Seubert. Myosotis maritima ingår i släktet förgätmigejer, och familjen strävbladiga växter. Inga underarter finns listade i Catalogue of Life.

## Bildgalleri

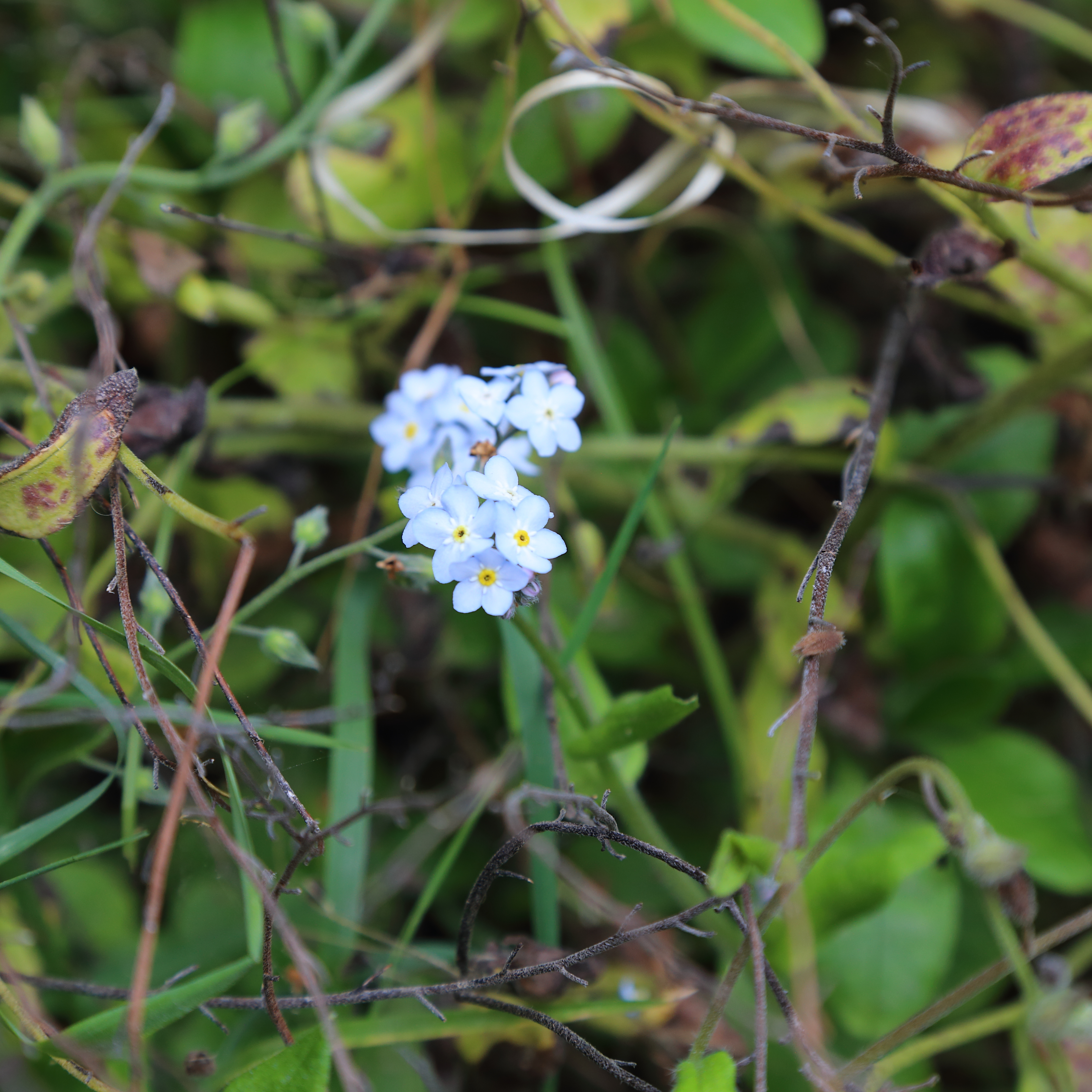
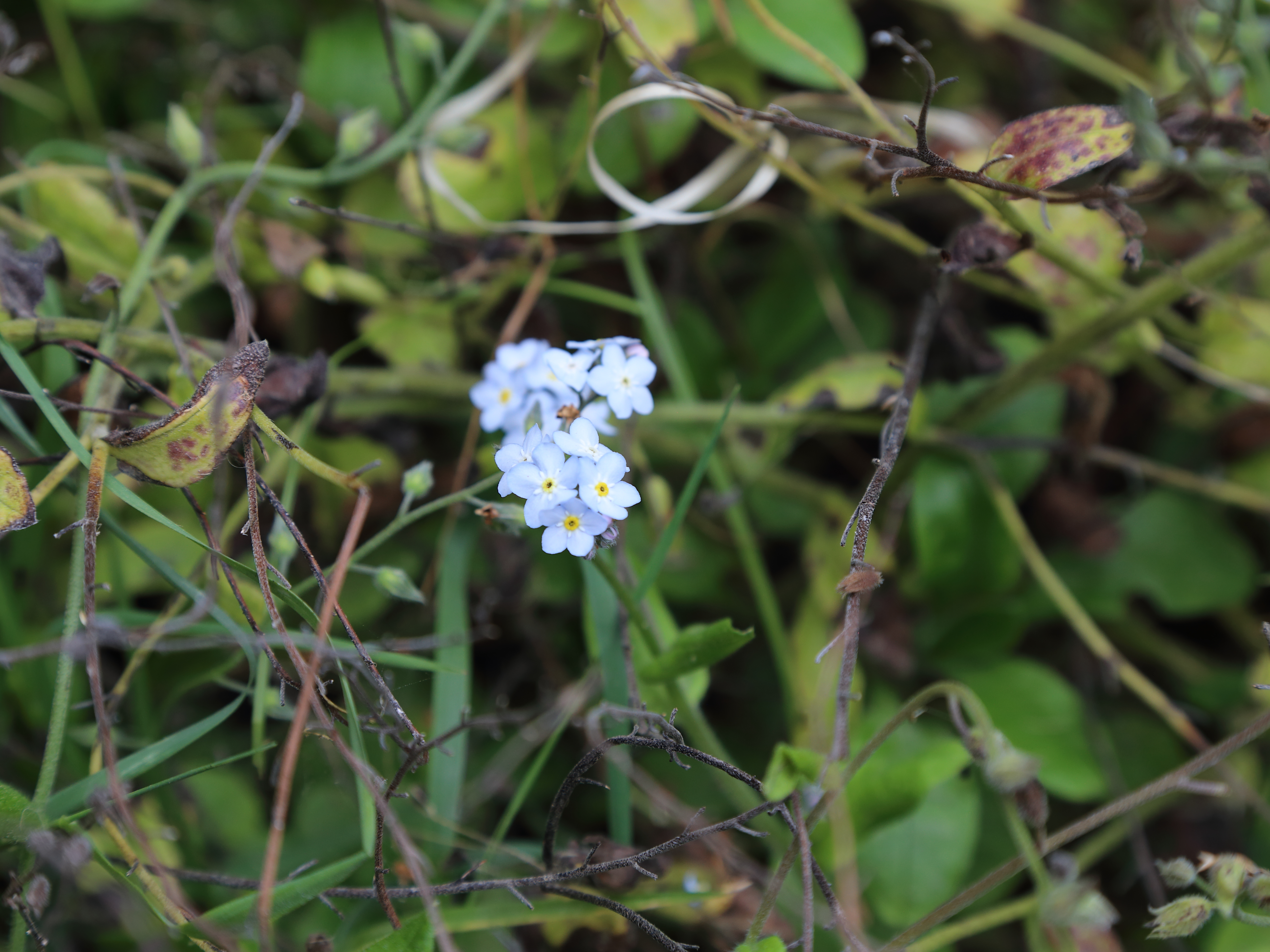
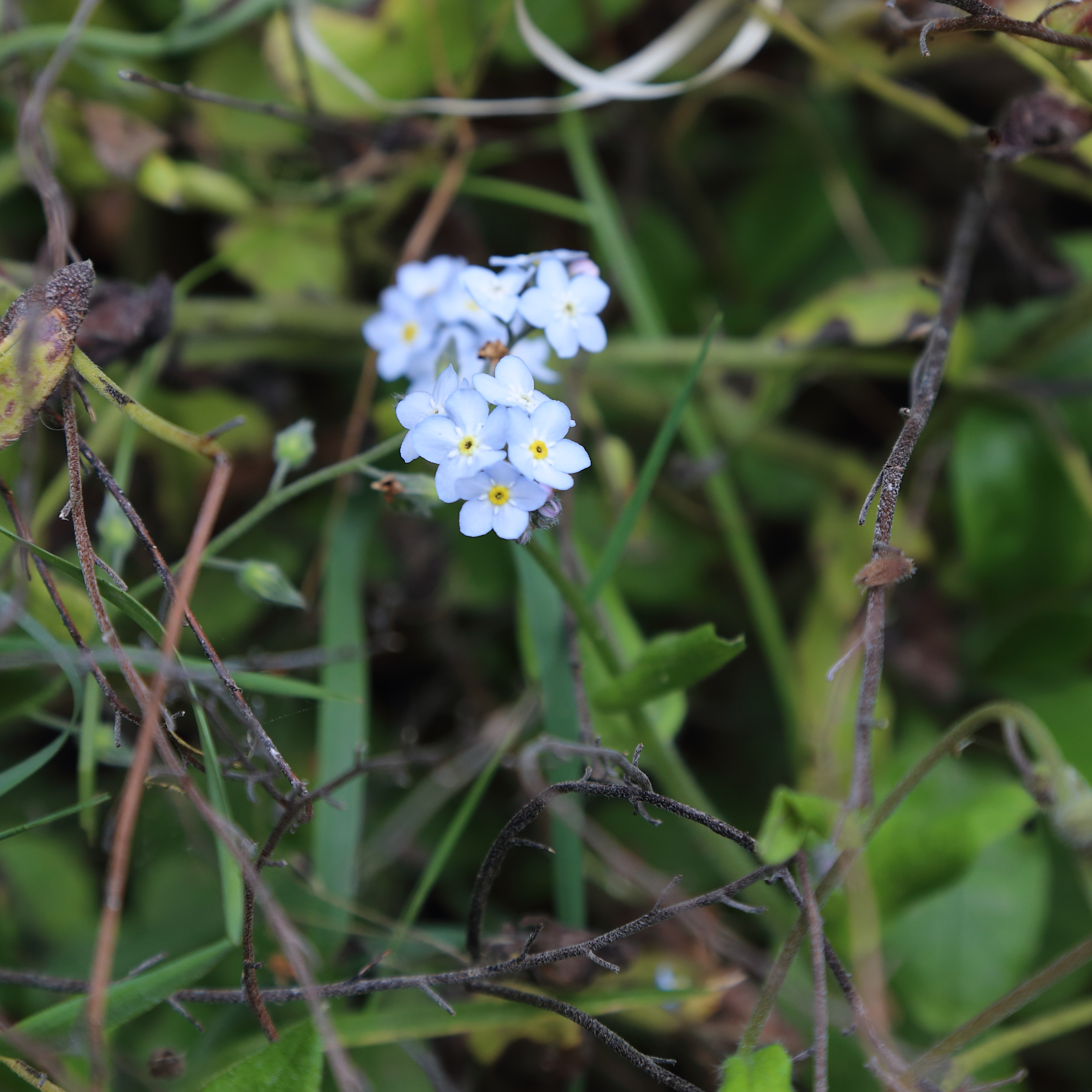
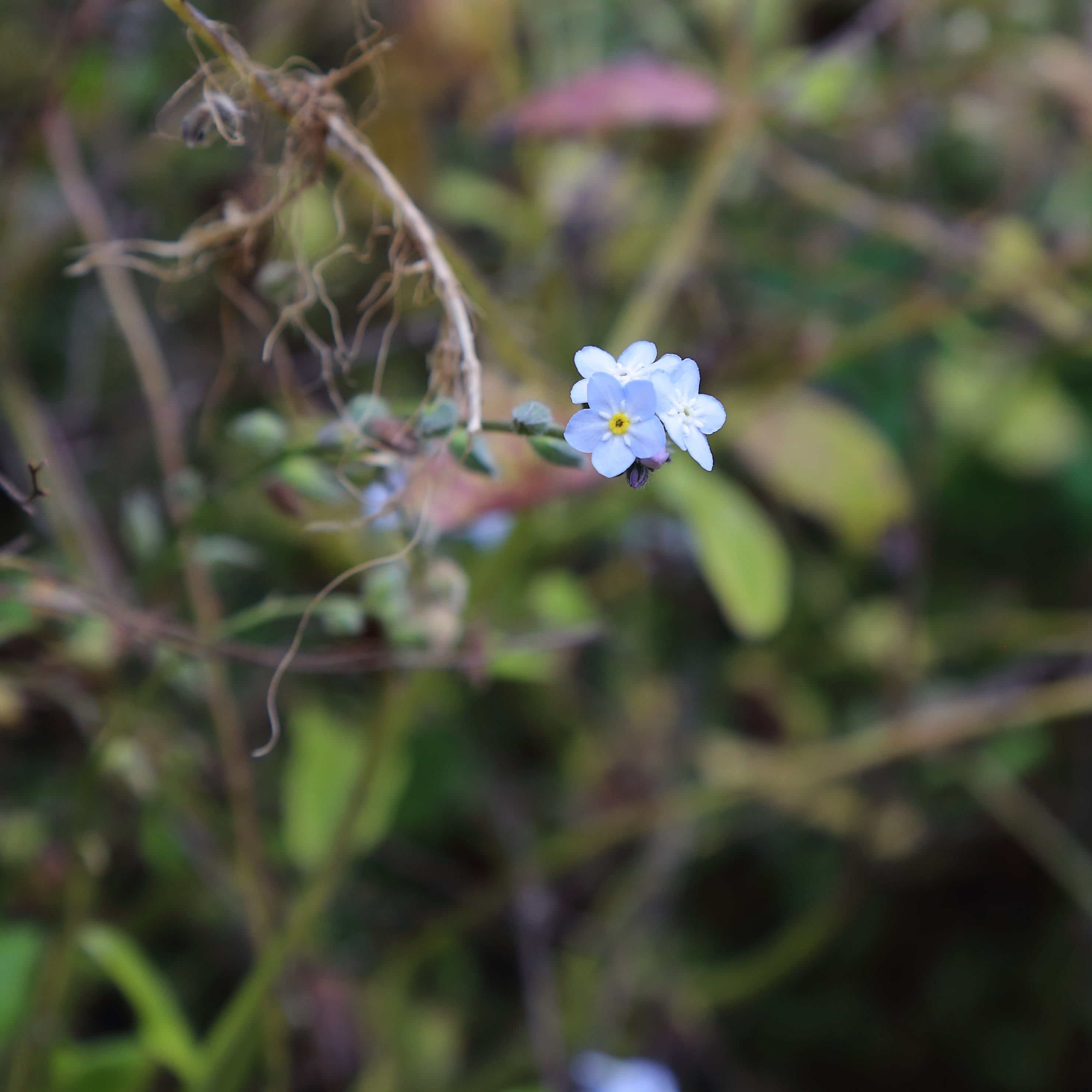
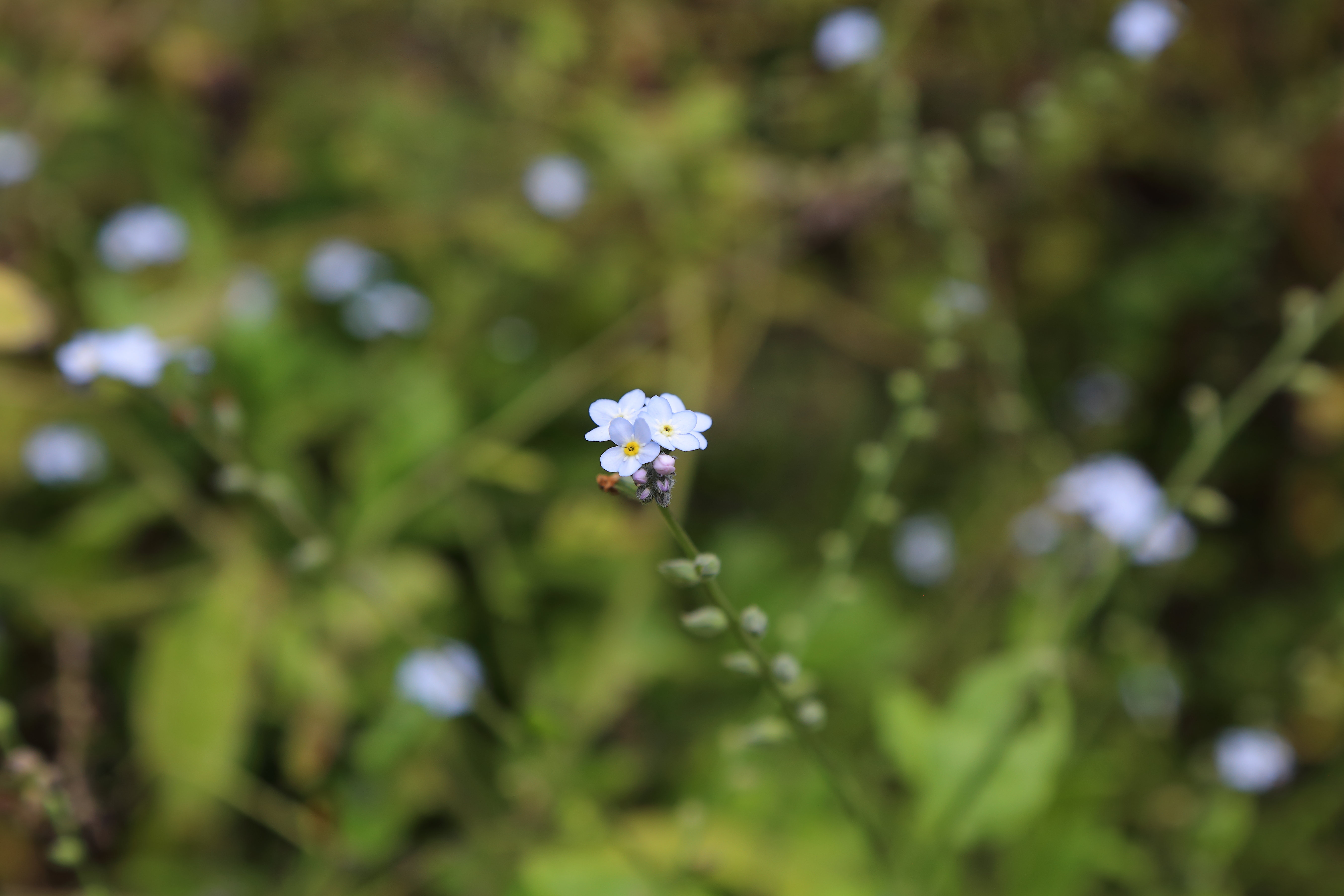